# پیوورا
پیوورا (به ایتالیایی: Piovera) یک کومونه در ایتالیا است که در استان آلساندریا واقع شده‌است.

## خصوصیات
پیوورا ۱۵٫۶۳ کیلومترمربع مساحت و ۷۸۹ نفر جمعیت دارد و ۸۶ متر بالاتر از سطح دریا واقع شده‌است.